# Ansacq
Ansacq är en kommun i departementet Oise i regionen Hauts-de-France i norra Frankrike. Kommunen ligger i kantonen Mouy som tillhör arrondissementet Clermont. År 2022 hade Ansacq 271 invånare.

## Befolkningsutveckling
Antalet invånare i kommunen Ansacq
| Referens: INSEE |